# Service Civil International

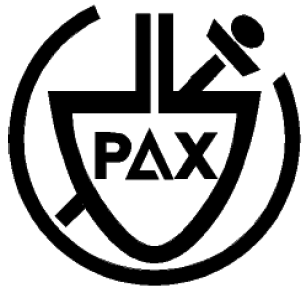
Logo SCI

Service Civil International (SCI) – międzynarodowa organizacja pozarządowa powstała w 1920 r., aby odbudować wzajemne zaufanie oraz możliwość pokojowej współpracy narodów, które walczyły ze sobą w I wojnie światowej. Założycielem SCI był szwajcarski obdżektor i pacyfista Pierre Cérésole.
„SCI wierząc, że wszyscy ludzie są zdolni do życia razem we wzajemnym poszanowaniu i bez sięgania po przemoc w rozwiązywaniu konfliktów pomiędzy narodami, społecznościami czy ludźmi, pracuje na rzecz propagowania pokoju.” (Konstytucja SCI)
Obecnie SCI posiada 42 oddziały i ponad 80 organizacji partnerskich w wielu krajach oraz grupy lokalne na pięciu kontynentach, w których działa ponad 10 tys. członków. Biuro międzynarodowe mieści się w Antwerpii. Od 2016 roku międzynarodową prezes organizacji (International President) jest Polka - Małgorzata Tur. 
Jedną z form działalności SCI jest organizacja workcampów w różnych częściach świata.
Polskim oddziałem SCI jest Stowarzyszenie „Jeden Świat”, którego siedziba mieści się w Poznaniu. 